# Geranomyia rabula
Geranomyia rabula är en tvåvingeart som först beskrevs av Alexander 1940.  Geranomyia rabula ingår i släktet Geranomyia och familjen småharkrankar. Inga underarter finns listade i Catalogue of Life.